# Neanthes typhla
Neanthes typhla är en ringmaskart som först beskrevs av Monro 1930.  Neanthes typhla ingår i släktet Neanthes och familjen Nereididae. Inga underarter finns listade i Catalogue of Life.